# Ideopsis sobrina
Ideopsis sobrina är en fjärilsart som beskrevs av Jean Baptiste Boisduval 1832. Ideopsis sobrina ingår i släktet Ideopsis och familjen praktfjärilar. Inga underarter finns listade i Catalogue of Life.